# Cecilio Francisco Centurión y Centurión
Cecilio Francisco Centurión y Centurión (m. Madrid, 15 de setembre de 1688) va ser un noble espanyol, IV marquès d'Estepa i d'Armunia.
Va ser el fill primogènit d'Adán Centurión y Fernández de Córdoba, marquès d'Estepa i d'Armunia, i de Leonor Centurión y Mendoza. En heretar del seu pare, va ostentar els títols de marquès d'Estepa, d'Armunia, de Laula, entre d'altres. A més, va ser patró de les esglésies i convents d'Estepa, del Col·legi Major i Universitat de Bolonya i membre del consell del rei.
Va casar-se amb Luisa Mesía-Carrillo y Portocarrero, marquesa de la Guardia. Va tenir dos fills, José, marquès de Laula i mort en la infància, i Francisca Josefa, hereva dels títols tret dels vinculats a la casa d'Estepa, que es regia per una successió agnatícia, raó per la qual el títol va passar als descendents del seu germà Luis.
Va morir a Madrid el 15 de setembre de 1688.